# فيلي فرنسيس
فيلي فرنسيس (بالإنجليزية: Willie Francis)‏ هو مجرم أمريكي، ولد في 12 يناير 1929 في سانت مارتنفيل في الولايات المتحدة، وتوفي في 9 مايو 1947 في لويزيانا في الولايات المتحدة بسبب صعق كهربائي.